# Топонимия Ирана

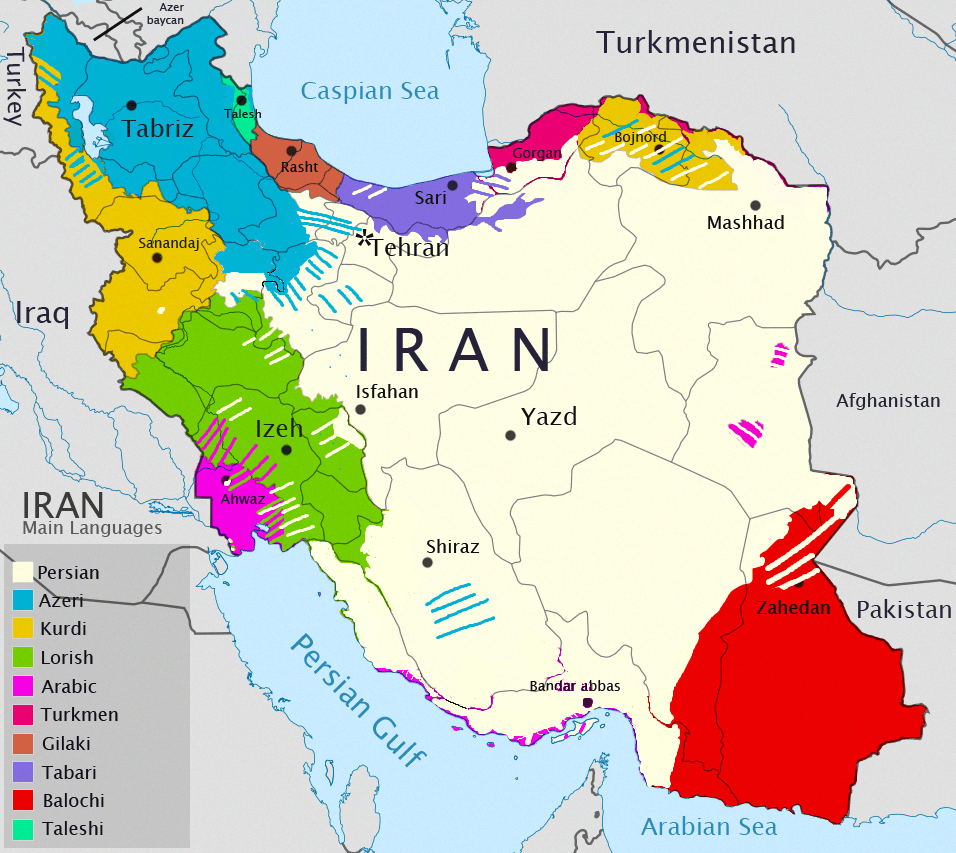
Карта распространения главных языков Ирана

Топонимия Ирана — совокупность географических названий, включающая наименования природных и культурных объектов на территории Ирана. Структура и состав топонимии обусловлены географическим положением и богатой историей страны.

## Название страны
С древних времён государства-предшественники современного Ирана именовали страну самоназванием — ирани — в различных вариациях. Так, древнеиранское название «Aryānam Dahyunam» в эпоху Ахеменидов (550—327 гг. до н. э.) трансформировалось в др.-перс. «Aryānam Xšaθram» — «Государство Ариев», которое, в свою очередь, впоследствии дало название государству Аршакидов (250 до н. э. — 224 н. э.) — Aryānšaθr / Aryānšahr. Древнегреческий географ Страбон (I в. н. э.) под Арианой (Άριανή) подразумевал восточные провинции персидского царства: Гедросию, Дрангиану, Арахозию, Паропамиз, Арию (то есть Αρία, др.-перс. Haraiva, ныне Герат), Парфию и Карманию.
Название государства Сасанидов (224—651) — пехл. Ērānšahr () происходит от авест. «Airyānam Xšaθram», означающего «Царство ариев». Авестийский дифтонг «ai» трансформировался в среднеперсидский «ē». Официальный титул Сасанидов был: «царь царей Эрана и Анерана».
Современное название Ирана — перс. ايراﻥ‎ [Īrān] через пехл. Ērān восходит к авест. Airyāna, которое образовано от самоназвания древних индоиранцев — «arya» и является или прилагательным «Арийская страна», или генитивом «Страна ариев» в выражении типа авест. airyānām dahyunam — «страны ариев».
Несмотря на то, что иранцы именуют свою страну Ираном с древних времён, в мировой практике в качестве названия страны до 1935 года использовалось название «Персия». В 1935 году Реза-шах Пехлеви обратился к международному сообществу с просьбой именовать страну «Иран» с 22 марта этого года. «Нью-Йорк Таймс» в связи с этим отмечала: «По предложению персидского представительства в Берлине правительство Тегерана в связи с персидским Новым годом — Наврузом, 21 марта 1935 года, заменило Персию на Иран в качестве официального названия страны». В настоящее время названия «Иран» и «Персия» воспринимаются как синонимы в культурном контексте, в то время как название «Иран» («Исламская Республика Иран», перс. جمهوری اسلامی ایران‎) является единственным официальным названием.

## Формирование и состав топонимии
Топонимия страны отражает многонациональный и многоязычный состав населения. Помимо основного (персидского) населения, в стране живут азербайджанцы, курды, туркмены, белуджи, арабы, талыши, гилянцы, мазендеранцы и многие другие народы. При этом в силу исторических причин границы расселения национальных меньшинств не совпадают с современными топонимическими ареалами.
Как отмечает В. А. Жучкевич, современная топонимия Ирана (равно как и Афганистана) не имеет столь же явно выраженной однородности, как топонимия арабского мира. Большинство наиболее известных топонимов Ирана уходит своими корнями в древне- и среднеперсидский языки. Можно указать ряд топонимов, известных на протяжении тысячелетий: Керман, Хамадан, Горган, Нишапур, Шираз, Йезд. Многие топонимы появились в средние века: Тебриз, Казвин, Кашан, Кум. Новых топонимов сравнительно мало, поэтому вести речь о современной топонимии Ирана можно лишь с большой долей условности.
По оценке Жучкевича, топонимия Ирана по своему происхождению представлена тремя группами названий:
- иранские
- тюркские
- арабские.

Встречаются также санскритские элементы.
Древнейший и наиболее многочисленный пласт топонимии составляют иранские топонимы, многие из которых существуют тысячелетиями. Этот пласт широко представлен в оронимах и ойконимах, а также немногочисленных гидронимах. Среди иранских оронимов следует упомянуть Эльвенд, Демавенд, Сехенд, Реза, а также ряд топонимов с формантом -кух («гора»):Кухе-Баба, Кухе-Хисар, Кухе-Шотаран, Кухе-Карабуш, Кухекелар, Кухе-Низвар, Кухе-Лалезар, Кухе-Кергас, Зардкух, Сиахкух и другие. Из ойконимов наиболее известны Хаммадан, Баджкурт, Маш-Шендак, Мешхед, Курандаб, Доздаб, Шекераб, Текаб, Фаррах, Парджуман и другие. В числе гидронимов иранского происхождения выделяется группа названий рек с формантом -руд («река»): Харудруд, Шендакруд, Кешафруд, Фарахруд, Зайендеруд, Руде-шур, Сефидруд, Ширанруд, Гери-руд, Руде-немеки и озёр с формантами -дарьяча («озеро») и -немек («солончак»):Немек, Дерьячей-немек, Немексар, Кивире-немек, Дарьячайе-хамун .
Второй по численности группой топонимов являются тюркские, распространённые почти повсеместно на территории страны, наибольшая их концентрация отмечена в северо-западных регионах. Из оронимов тюркского происхождения можно упомянуть Боз-даг, Аравандаг, из гидронимов — Карасу, Кызыл-Узень. Представлен также ряд гибридных топонимов, образованных иранскими и тюркскими элементами: Сарычемен («сары» — тюркский, «чемен» — иранский компоненты), Акмиан («ак» — тюркский, «миан» — иранский).
Наименее многочисленной группой являются топонимы арабского происхождения, ареал которых находится на юго-западе страны, хотя отдельные топонимы встречаются далеко за пределами этого ареала. Характерные примеры: мысы Рас-Набанд, Рас-Беркан, Рас-аль-Кух. Ряд ойконимов Ирана происходит от арабских имён собственных: Хекимабад, Салехабад, Касемабад, Хасанабад и другие.

## Топонимическая политика
Вопросами топонимической политики в Иране занимается созданный в 2000 году Иранский комитет по стандартизации географических названий Национального картографического центра.